# Janel Manns
Janel Manns (nascida em 28 de maio de 1966) é uma atleta paralímpica australiana na modalidade tênis em cadeira de rodas. Representou a Austrália nos Jogos Paralímpicos de Verão de 2012 em Londres. Na ocasião, disputou duplas com Daniela Di Toro.

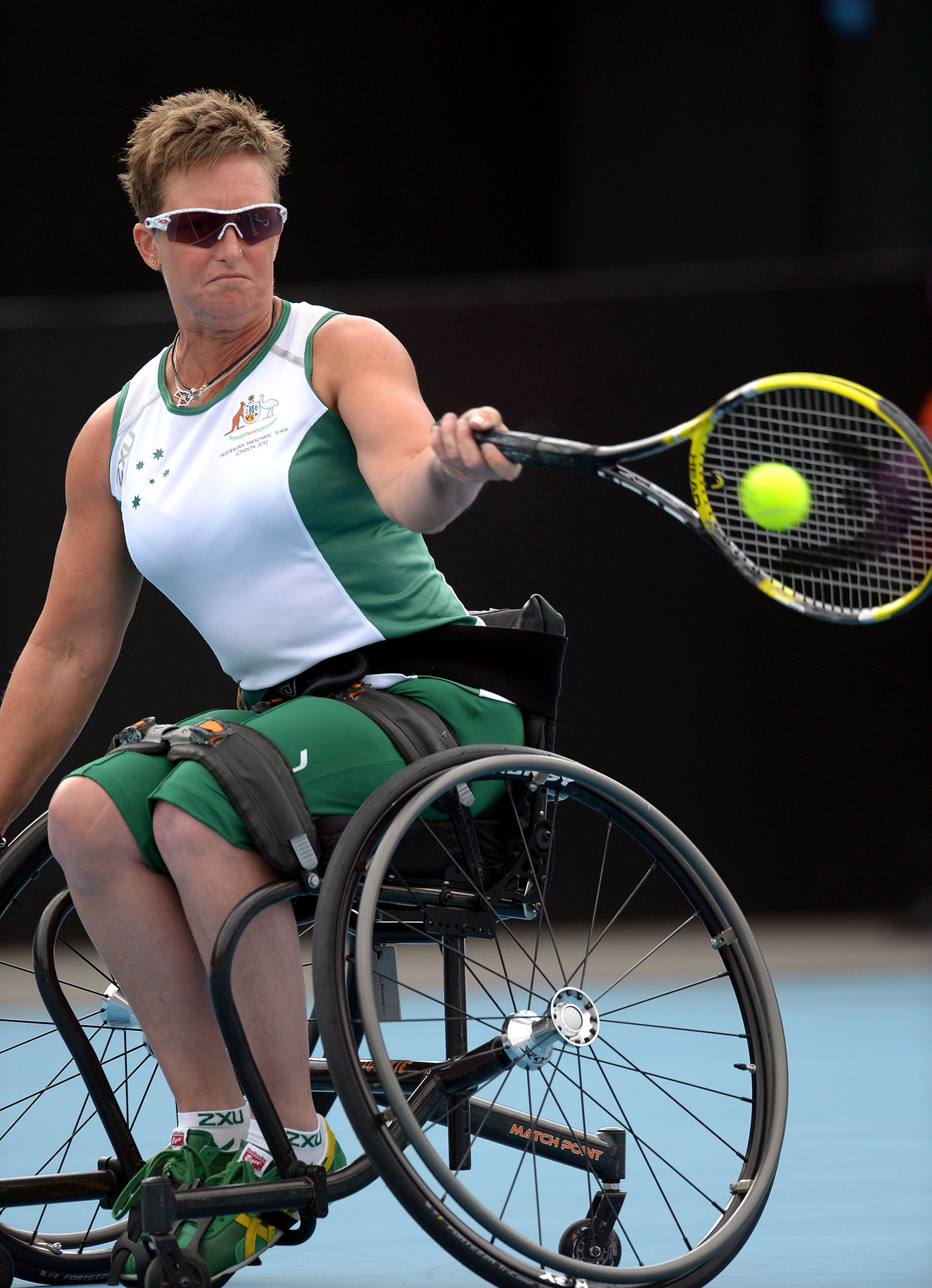
Janel disputando a Paralimpíada de Londres, em 2012.